# Foordana flavipoda
Espèce
Foordana flavipoda est une espèce d'araignées aranéomorphes de la famille des Trachelidae.

## Distribution
Cette espèce est endémique de l'État-Libre en Afrique du Sud,. Elle se rencontre vers Hopefield et Platberg.

## Description
La carapace du mâle holotype mesure 2,27 mm de long sur 1,91 mm et l'abdomen 2,45 mm de long sur 1,77 mm et la carapace de la femelle paratype 1,80 mm de long sur 1,58 mm et l'abdomen 2,10 mm de long sur 1,52 mm.

## Systématique et taxinomie
Cette espèce a été décrite par Haddad en 2025.

## Publication originale
- Haddad, 2025 : « And they just keep coming: four new genera of dark sac spiders from southern Africa (Araneae, Trachelidae). » African Invertebrates, vol. 66, no 1, p. 19-64 (texte intégral).